# ارتباطات پست‌مدرن
ارتباطات پست‌مدرن برای توصیف قالب ارتباطات و پیام رسانی، سبک‌ها، راهنماها، فناوری‌ها و رسانه‌های بکار رفته در دنیای پسامدرنیستی استفاده می‌شود. به دلیل وسایل غیر سنتی آن؛ از ارتباطات پسامدرن نیز به عنوان جامعه اطلاعاتی یاد می‌شود. با انگیزه دسترسی به مخاطبان تأثیرگذار و حضور در یک بازار تبلیغاتی آشفته، برندها برای ارائه پیام تبلیغاتی خود به روش‌های جدید ارتباطی دست می‌یابند. علاوه بر این، بسیاری از دست‌اندرکاران بازاریابی عنوان می‌کنند که برای ایجاد استراتژی‌های موفق در بازاریابی در قرن بیست و یکم، «تفکر خلاق تر متصل به رویکردی یکپارچه برای کلیه فعالیت‌های ارتباطی مورد نیاز است».